# Frédéric Veaux
Pour les articles homonymes, voir Veaux.
Frédéric Veaux, né le 8 juillet 1956 à Talence, est un haut fonctionnaire français. Commissaire général, il a été directeur général de la Police nationale du 3 février 2020 au 30 septembre 2024, après avoir occupé plusieurs postes dans le corps préfectoral (Mayenne et Landes), la police judiciaire et le renseignement intérieur.

## Biographie

### Formation
Titulaire d'une maîtrise en droit, Frédéric Veaux est issu de la promotion « Fernand Chaudières » (1982-1984) de l'École nationale supérieure de la Police.

### Carrière dans la Police judiciaire et le Renseignement
Frédéric Veaux commence sa carrière au service régional de police judiciaire (SRPJ) de Lille, en tant que chef du groupe criminel et des stupéfiants. Il est ensuite nommé au SRPJ de Nice, où il occupe notamment le poste de chef de la brigade de recherche et d’intervention (BRI-Nice), c'est-à-dire de la formation chargée de la lutte antigang. Son affectation suivante le conduit au SRPJ de Marseille en tant que chef de la brigade des stupéfiants et du proxénétisme. Le 27 avril 1998,, il devient directeur régional de la police judiciaire (DRPJ) d'Ajaccio en Corse et participe à ce titre à l'enquête sur l'assassinat de Claude Érignac, préfet de Corse et de Corse-du-Sud.
Brièvement directeur régional du SRPJ de Lille en 2000, il est nommé la même année à la tête de l'Office central pour la répression du trafic illicite des stupéfiants (OCRTIS). En novembre 2001, il devient chef de la Division nationale anti-terroriste (DNAT) à la Direction centrale de la Police judiciaire (DCPJ). Ce poste l'amène notamment à diriger l'arrestation d'Yvan Colonna, militant indépendantiste corse soupçonné d'être l'assassin du préfet Claude Érignac, le 4 juillet 2003, opération pour laquelle il se déplace sur le terrain.
Par arrêté du 24 décembre 2009, Frédéric Veaux est nommé directeur central adjoint opérationnel du renseignement intérieur et devient de fait l'adjoint de Bernard Squarcini, directeur central du Renseignement intérieur (DCRI). À ce poste, il est cité dans l'« affaire des fadettes », où la DCRI est accusée d'avoir cherché à identifier les sources du Monde pour l'affaire Woerth-Bettencourt,,,. Aucune poursuite n'est retenue contre lui.
Après l'élection de François Hollande à la présidence de la République en 2012, il est limogé de la DCRI par le nouveau ministre de l'Intérieur Manuel Valls, en même temps que Bernard Squarcini,,. Il retourne dans son service d'origine, la police judiciaire, dont il devient directeur central adjoint à partir du 3 juin 2013.

### Carrière dans le corps préfectoral
Frédéric Veaux devient préfet de la Mayenne le 17 mai 2016. À ce poste, il est au premier plan de la gestion de la crise de la contamination à la salmonelle d’une usine de lait pour bébé Lactalis entre fin 2017 et début 2018,. Il fait également apposer une plaque commémorative à la mémoire de Claude Érignac le 5 février 2018 dans le hall d’honneur de l’hôtel préfectoral de Laval.
Il est ensuite nommé préfet des Landes à partir du 7 janvier 2019,.

### Directeur général de la Police nationale
En janvier 2020, le directeur général de la Police nationale Éric Morvan fait part au ministre de l'Intérieur de son intention de faire valoir ses droits à la retraite. Le président Emmanuel Macron choisit Frédéric Veaux pour lui succéder après l'avoir reçu en entretien,,.
Sa nomination a lieu lors du Conseil des ministres du 29 janvier 2020 et est officialisée par un décret paru au Journal officiel le lendemain. Elle prend effet à compter du 3 février 2020 et la cérémonie de prise de fonction se déroule le 7 février suivant en présence du ministre de l'Intérieur Christophe Castaner et du secrétaire d'État Laurent Nuñez.
Dans Le Parisien, après une mobilisation contre les violences policières, il déclare en juin 2020 « La police en France n'est pas raciste ».
En novembre 2020, à propos de l'affaire des violences policières à l'encontre de Michel Zeclerc, il dénonce les « comportements de délinquants » visibles sur les caméras de vidéosurveillance. Il dément également tout laxisme de la police « envers les siens », et annonce que les « événements [seront] traités avec la plus extrême sévérité une fois les responsabilités établies, une fois les faits établis par la justice »[Quoi ?] .
En avril 2021, les méthodes des enquêteurs dans l'Affaire des policiers brûlés à Viry-Châtillon sont mises en cause par les avocats des prévenus, qui annoncent qu'ils vont porter plainte pour faux et usage de faux, en affirmant notamment que les procès-verbaux des auditions n'auraient pas été fidèles aux déclarations des prévenus dans les enregistrements vidéo des auditions des prévenus mineurs,,. Le 21 avril 2021, il déclare à l'AFP à propos des enquêteurs : « Je les soutiens de toutes mes forces quoi qu'il arrive et quoi qu'on dise. Je les défends et je les défendrai ».
Fin octobre 2021, des articles de presse révèlent que, contrairement aux préconisations du rapport de l'Inspection générale de la police nationale (IGPN), il a décidé de ne pas renvoyer devant un conseil de discipline le CRS ayant tiré le projectile qui a blessé Zineb Redouane avant son décès à l’hôpital, ainsi que son superviseur,.
En octobre 2022, il démet de ses fonctions Éric Arella, directeur zonal de la police judiciaire à Marseille, à la suite de la mobilisation des policiers lors de sa venue au commissariat de l’Évêché en signe de protestation contre la réforme de la Police Judiciaire,, .
Après l'incarcération d'un policier à Marseille pour des faits de violence en juillet 2023, il demande un régime d’exception au bénéfice des policiers, estimant que ceux-ci doivent être exemptés de la détention provisoire. Ces propos déclenchent une polémique. Le préfet de police de Paris, Laurent Nuñez, et les principaux syndicats de police déclarent soutenir ces propos, alors que le Syndicat de la magistrature et l’ancien procureur de la République François Molins critiquent des déclarations allant à l'encontre de l’État de droit. Le Parti socialiste, Europe Écologie Les Verts et La France insoumise appellent « au rétablissement de l’ordre républicain dans la police »,.

### Vie privée
Frédéric Veaux est en couple avec la magistrate Véronique Malbec, ancienne secrétaire générale du ministère de la Justice, ancienne directrice de cabinet du ministre de la Justice, Éric Dupond-Moretti et membre du Conseil constitutionnel.

## Récompenses et distinctions

### Décorations
- Officier de la Légion d'honneur en 2012[40] (chevalier en 2003[41]).
- Commandeur de l'ordre national du Mérite en 2020 (officier en 2009[42], chevalier en 1999[43]).
- Médaille d'honneur de la Police nationale, échelon Or.
- Médaille de la jeunesse, des sports et de l'engagement associatif, or (2024)[44]
- Médaille d'honneur régionale, départementale et communale, argent.
- Médaille d'honneur de l'engagement ultramarin, échelon or (à titre exceptionnel, 2024)[45]